# Тирнова (Караш-Северін)
Тирнова (рум. Târnova) — село у повіті Караш-Северін в Румунії. Входить до складу комуни Тирнова.
Село розташоване на відстані 337 км на захід від Бухареста, 10 км на північний схід від Решиці, 76 км на південний схід від Тімішоари.

## Населення
За даними перепису населення 2002 року у селі проживала 1861 особа.
Національний склад населення села:
| Національність | Кількість осіб | Відсоток |
| -------------- | -------------- | -------- |
| румуни         | 1848           | 99,3%    |
| українці       | 7              | 0,4%     |

Рідною мовою назвали:
| Мова       | Кількість осіб | Відсоток |
| ---------- | -------------- | -------- |
| румунська  | 1850           | 99,4%    |
| українська | 6              | 0,3%     |